# Sus-Saint-Léger
Sus-Saint-Léger és un municipi francès situat al departament del Pas de Calais i a la regió dels Alts de França. L'any 2007 tenia 342 habitants.

## Demografia

### Població
El 2007 la població de fet de Sus-Saint-Léger era de 342 persones. Hi havia 123 famílies de les quals 24 eren unipersonals (8 homes vivint sols i 16 dones vivint soles), 41 parelles sense fills, 54 parelles amb fills i 4 famílies monoparentals amb fills.
La població ha evolucionat segons el següent gràfic:
Habitants censats

### Habitatges
El 2007 hi havia 146 habitatges, 128 eren l'habitatge principal de la família, 9 eren segones residències i 9 estaven desocupats. 144 eren cases i 2 eren apartaments. Dels 128 habitatges principals, 105 estaven ocupats pels seus propietaris, 15 estaven llogats i ocupats pels llogaters i 7 estaven cedits a títol gratuït; 1 tenia dues cambres, 16 en tenien tres, 31 en tenien quatre i 79 en tenien cinc o més. 108 habitatges disposaven pel capbaix d'una plaça de pàrquing. A 63 habitatges hi havia un automòbil i a 51 n'hi havia dos o més.

### Piràmide de població
La piràmide de població per edats i sexe el 2009 era:
| Homes | Edats   | Dones |
| ----- | ------- | ----- |
| 0     | 95 o +  | 0     |
| 0     | 90 a 94 | 0     |
| 0     | 85 a 89 | 0     |
| 0     | 80 a 84 | 4     |
| 8     | 75 a 79 | 16    |
| 4     | 70 a 74 | 16    |
| 12    | 65 a 69 | 4     |
| 12    | 60 a 64 | 16    |
| 4     | 55 a 59 | 4     |
| 8     | 50 a 54 | 4     |
| 12    | 45 a 49 | 8     |
| 8     | 40 a 44 | 8     |
| 12    | 35 a 39 | 0     |
| 8     | 30 a 34 | 12    |
| 12    | 25 a 29 | 8     |
| 4     | 20 a 24 | 4     |
| 8     | 15 a 19 | 8     |
| 4     | 10 a 14 | 8     |
| 8     | 5 a 9   | 8     |
| 12    | 0 a 4   | 4     |

## Economia
El 2007 la població en edat de treballar era de 217 persones, 169 eren actives i 48 eren inactives. De les 169 persones actives 155 estaven ocupades (93 homes i 62 dones) i 14 estaven aturades (7 homes i 7 dones). De les 48 persones inactives 8 estaven jubilades, 18 estaven estudiant i 22 estaven classificades com a «altres inactius».

### Ingressos
El 2009 a Sus-Saint-Léger hi havia 130 unitats fiscals que integraven 365 persones, la mediana anual d'ingressos fiscals per persona era de 15.529 €.

### Activitats econòmiques
Dels 10 establiments que hi havia el 2007, 4 eren d'empreses de construcció, 1 d'una empresa de comerç i reparació d'automòbils, 1 d'una empresa d'hostatgeria i restauració, 1 d'una empresa immobiliària, 1 d'una empresa de serveis, 1 d'una entitat de l'administració pública i 1 d'una empresa classificada com a «altres activitats de serveis».
Dels 6 establiments de servei als particulars que hi havia el 2009, 1 era una autoescola, 1 fusteria, 2 lampisteries, 1 electricista i 1 perruqueria.
L'any 2000 a Sus-Saint-Léger hi havia 14 explotacions agrícoles que ocupaven un total de 880 hectàrees.

## Equipaments sanitaris i escolars
El 2009 hi havia una escola elemental integrada dins d'un grup escolar amb les comunes properes formant una escola dispersa.

## Poblacions més properes
El següent diagrama mostra les poblacions més properes.